# Bédeille
Bédeille é uma comuna francesa na região administrativa da Nova Aquitânia, no departamento dos Pirenéus Atlânticos. Estende-se por uma área de 3,85 km². Em 2010 a comuna tinha 210 habitantes (densidade: 54,5 hab./km²).